# أندرو كينيدي (سياسي)
أندرو كينيدي (بالإنجليزية: Andrew Kennedy)‏ هو محامي وسياسي أمريكي، ولد في 24 يوليو 1810 في دايتون في الولايات المتحدة، وتوفي في 31 ديسمبر 1847 في إنديانابوليس في الولايات المتحدة بسبب جدري. حزبياً، نشط في الحزب الديمقراطي. وقد انتخب عضو مجلس ولاية إنديانا وانتخب عضو مجلس نواب إنديانا وانتخب عضو مجلس النواب الأمريكي.